# Алексеев, Пётр Алексеевич (протоиерей)
Пётр Алексе́евич Алексе́ев (1731 — 22 июля 1801) — протоиерей московского Архангельского собора, лексикограф (автор крупнейшего в XVIII—XIX веках церковнославянского словаря), богослов и историк церкви, переводчик, член Российской академии с 1783 года.

## Биография
Родился в Москве в семье пономаря церкви Николая Чудотворца Алексея Федорова:1.
С 1738 года обучался в Славяно-греко-латинской Академии , где окончил школу Богословия.
В бытность студентом Академии 13 июня 1752 года подал прошение архиепископу Московскому Платону Малиновскому о произведении его в дьяконы Архангельского собора в Москве. Спустя месяц прошение было удовлетворено и Пётр Алексеев стал дьяконом Архангельского собора:1-3. 27 сентября 1757 года становится священником Архангельского собора:4.
В 1764 году перешёл на службу ключарем в большой Успенский собор.
11 ноября 1771 году Пётр Алексеев назначается протоиереем Архангельского собора в Москве:8.
Начиная с 1759 года в дополнение к обязанностям священника являлся преподавателем Закона Божьего и катихизиса для обучающихся в Императорском Московском университете:6,9,15. Был одним из первых и деятельных членов Вольного российского собрания, учреждённого в 1771 году при Московском университете:12. С 1783 года член Российской академии.
Скончался 22 июля 1801 года и похоронен в Донском монастыре в Москве:15.

### Семья
В 1752 году одновременно с назначением дьяконом Архангельского собора женился на дочери умершего предыдущего дьякона Александра Кириллова. Женитьба была одним из условий назначения:1.
У Петра Алексеева было четверо детей: сыновья — Фёдор, Александр, Николай и дочь, имя которой неизвестно:15.

### Награды
- В 1787 году Императрица Екатерина II наградила Петра Алексеева золотым крестом на чёрной ленте.
- В 1797 году при коронации Императора Павла Петровича Пётр Алексеев был награждён орденом Святой Анны 2-й степени.

## Труды
- «Церковный словарь, или Использования речений славенских древних, також иноязычных без перевода положенных в Священном Писании и других церковных книгах» в трёх частях (ч. 1-3, 1773-79), ставший одним из источников «Словаря Академии Российской». Словарь «явился своеобразной энциклопедией гуманитарных наук того времени»[2].
- Третье издание, в четырёх частях. Москва, в Синодальной типографии 1815-16 годы:
  - Часть первая
  - Часть вторая
  - Часть третья
  - Часть четвёртая
- Четвёртое издание, в пяти частях. Вновь пересмотренное, исправленное и противу прежних трех изданий весьма знатным количеством слов и речений преумноженное; в Санкт-Петербурге, в типографии Ивана Глазунова. 1817—1819 годы:
  - Часть 1,
  - Часть 2,
  - Часть 3,
  - Часть 4,
  - Часть 5.
- «Православное исповедание Петра Могилы», (1769).
- «Исторический словарь всех еретиков и раскольников» (не издано)[3].
- «Сокращённый катехизис» (не издано).
- Комментарий к «Апостолу» Ф. Скорины — «Рассмотрение славенской старопечатной книги Апостола…» (Опыт тр. Вольного Рос. собрания, 1783, ч. 6).
- Описание происшествий во время народного мятежа в Москве в 1771 г. — издано после смерти в «Русском архиве» в 1863 г.[3]
- Рассуждение о том, что «достойному священнику можно быть произведену во епископа и миновать монашество» — издано после смерти в 1867 г.[5][3].

Переводы:
- Гроций Г. Истинное благочестие христианское доказано против безбожников, язычников, жидов и махометан. — 1768[3].
- Агриппа К. О благородстве и преимуществе женского пола. — 1784[3].

## Комментарии
1. 1 2  Не путать с Российской академией наук!
2. ↑  Впоследствии Московская духовная академия.